# Michal Kadlec
Michal Kadlec (* 13. prosince 1984 Vyškov) je bývalý český profesionální fotbalista, který hrál na pozici středního obránce. Mezi lety 2007 a 2016 odehrál také 67 utkání v dresu české reprezentace, v nichž vstřelil 8 branek.
Zúčastnil se tří evropských šampionátů – EURA 2008 v Rakousku a Švýcarsku, EURA 2012 v Polsku a Ukrajině a EURA 2016 ve Francii.
Dne 12. května 2024 oznámil konec hráčské kariéry ze zdravotních důvodů, která ho provázela od druhé poloviny sezóny.

## Klubová kariéra
Syn bývalého reprezentanta Miroslava Kadlece prožil díky angažmá svého otce dětství v Německu. S fotbalem začal v klubu SV Alsenborn, záhy přešel do mládežnických týmů 1. FC Kaiserslautern, klubu, v němž působil jeho otec Miroslav. Když se s otcem v roce 1998 vrátil do České republiky, přestoupil do 1. FC Synotu, kde zahájil svou profesionální fotbalovou kariéru. V české lize debutoval ve svých 17 letech v zápase proti Baníku Ostrava.
V lednu 2005 přestoupil do pražské Sparty, kde se stal stabilním hráčem základní sestavy a vyhrál zde dva české ligové tituly. V roce 2006 se o něj zajímal skotský Celtic FC, ale kluby se nedohodly na přestupní částce.

### Bayer 04 Leverkusen
V létě 2008 odešel na hostování do německého Bayeru Leverkusen, které se později změnilo v přestup. Ve 4. kole sezóny 2008/2009 debutoval v zápase proti Hamburku (porážka 2:3) a postupně se vypracoval v oporu zadních řad Bayeru. V lednu 2009 uplatnil Bayer opci a Kadlece odkoupil.
26. října 2012 v utkání Evropské ligy 2012/13 proti Rapidu Vídeň si natrhl vaz v levém koleni a podzimní část sezóny pro něj skončila. Kvůli zranění nastoupil v sezóně 2012/13 pouze ke 14 bundesligovým zápasům. Na konci sezóny se rozhodl změnit angažmá. Sportovní ředitel Leverkusenu Rudi Völler ocenil jeho přínos pro klub. Celkem odehrál ve všech soutěžích za Leverkusen 154 zápasů a vstřelil 14 gólů.

### Fenerbahçe SK

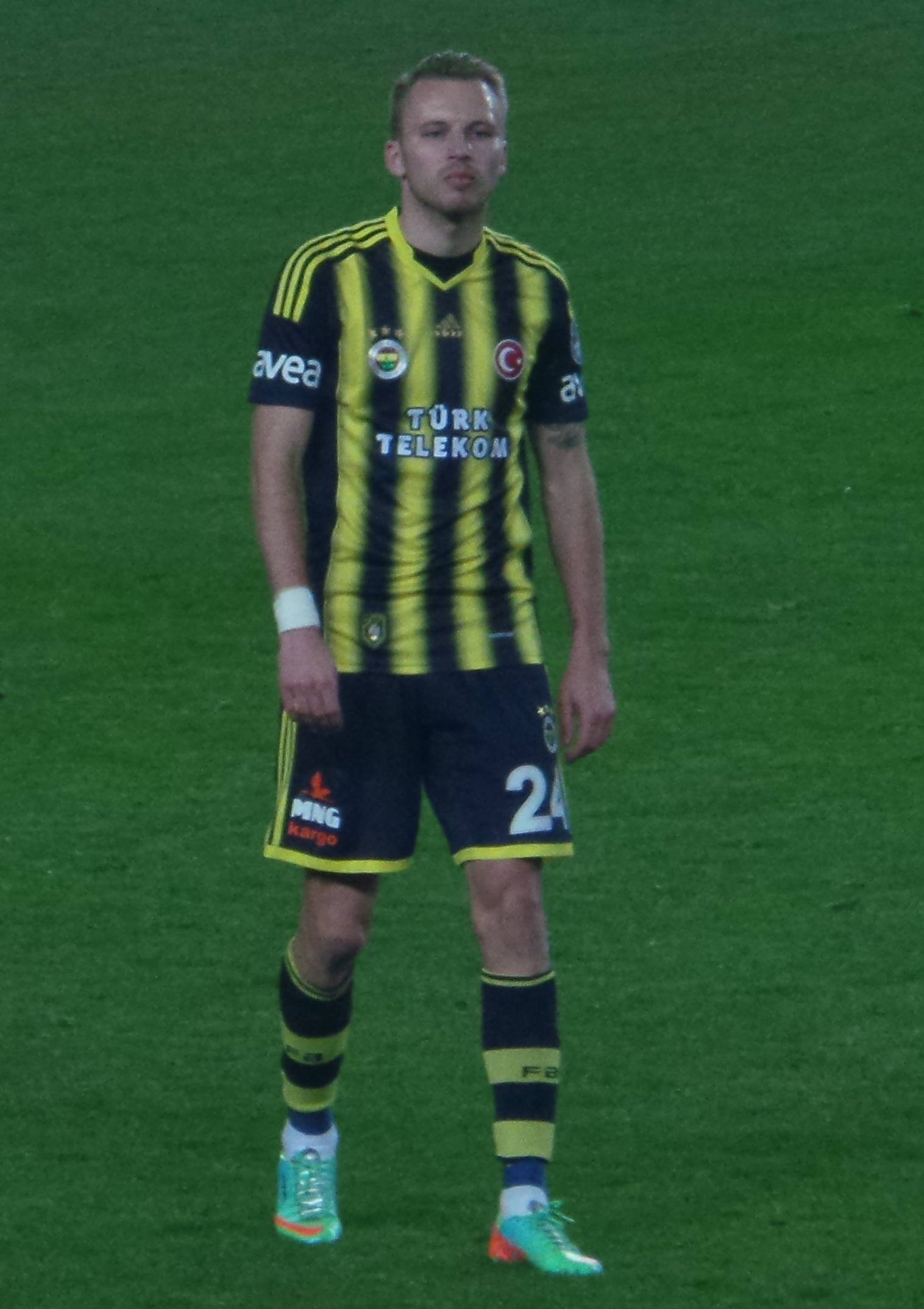
V dresu Fenerbahçe SK (2014)

V červnu 2013 odešel Michal Kadlec do tureckého klubu z Istanbulu Fenerbahçe SK. V novém působišti podepsal smlouvu na tři roky. V domácí odvetě zápasu 3. předkola Ligy mistrů UEFA 2013/14 6. srpna 2013 proti rakouskému týmu FC Red Bull Salzburg vykopával v závěru utkání míč z brankové čáry, Fenerbahçe zvítězilo 3:1 a postoupilo do 4. předkola. Záhy byl však méně nasazován a v listopadu 2013 se objevily v tureckém tisku zprávy o jeho možném přestupu. První ligové góly vstřelil v Süper Lig 12. dubna 2014 v zápase proti Antalyasporu, v němž dvakrát skóroval, Fenerbahçe vyhrálo 4:1. Na konci sezony 2013/14 se s týmem radoval ze zisku ligového titulu (pro klub celkově devatenáctého).
25. srpna 2014 vyhrál s Fenerbahçe turecký Superpohár TFF Süper Kupa. Utkání proti městskému rivalovi Galatasaray dospělo po bezbrankové remíze do penaltového rozstřelu. Michal proměnil rozhodující penaltu na 3:2.

4. dubna 2015 jel se spoluhráči autobusem večer z utkání na hřišti Çaykuru Rizespor (výhra Fenerbahçe 5:1) na letiště, klubový autobus byl napaden střelbou z lovecké pušky neznámého útočníka. Zraněn byl řidič, ostatní vyvázli bez zranění. Začalo vyšetřování, v Turecku se také odložilo jedno celé ligové kolo (a pohárové zápasy).
Ve všech soutěžích odehrál Kadlec za Fenerbahçe 50 zápasů a vstřelil 4 branky.

### AC Sparta Praha
V květnu 2016 byl ohlášen návrat Michala Kadlece zpět do AC Sparta Praha, kde podepsal kontrakt na 3 roky. Okamžitě se prosadil do základní sestavy a jedním z jejich základním stavebních kamenů, i když bývá často kritizován za hrubé chyby při inkasovaných gólech. S mužstvem v sezóně 2016/17 postoupil do jarní fáze Evropské ligy po vítězství ve skupině s Interem, Southamptonem a Beerševou. Na konci sezony 2017/2018 Zdeněk Ščasný oznámil, že vedení s Kadlecem už nadále nepočítá a v klubu tak končí.

## Reprezentační kariéra

### Mládežnické výběry
Michal Kadlec nastoupil za některé mládežnické výběry České republiky. Bilance:
- reprezentace do 18 let: 7 utkání (2 výhry, 3 remízy, 2 prohry), 0 vstřelených gólů
- reprezentace do 19 let: 10 utkání (6 výher, 2 remízy, 2 prohry), 0 vstřelených gólů
- reprezentace do 21 let: 26 utkání (10 výher, 8 remíz, 8 proher), 1 vstřelený gól

S reprezentací do 19 let nastoupil na Mistrovství Evropy hráčů do 19 let v roce 2003 v Lichtenštejnsku, kde ČR postoupila do semifinále. Kadlec odehrál 1 utkání v základní skupině proti Anglii (výhra ČR 3:0) a poté v semifinále proti Itálii (prohra ČR 0:1).
S reprezentací do 21 let se zúčastnil Mistrovství Evropy hráčů do 21 let v roce 2007 v Nizozemsku, kde český výběr skončil s 1 bodem na posledním místě základní skupiny B. Kadlec se objevil v zápase proti Srbsku (prohra ČR 0:1).

### A-mužstvo
V roce 2007 byl poprvé nominován do A-mužstva české reprezentace a poprvé se objevil v zápase kvalifikace na Euro 2008 17. listopadu v Praze proti Slovensku. Uvedl se nešťastnou vlastní brankou v 79. minutě, ale český tým přesto zvítězil 3:1.
Postupně se v národním týmu vypracoval ve spolehlivého exekutora pokutových kopů.
Po evropském šampionátu 2012 nastoupil v prvním přátelském utkání nového reprezentačního cyklu 15. srpna 2012 ve Lvově proti domácí Ukrajině (0:0) a 8. září v Kodani proti Dánsku (kvalifikační zápas o MS 2014 v Brazílii, opět 0:0). V dalším přátelském utkání v Teplicích proti Finsku 11. září odehrál 70 minut (prohra 0:1). Objevil se v základní sestavě v kvalifikačním zápase 12. října proti Maltě. Po čtyřzápasovém střeleckém trápení českého týmu bez vstřeleného gólu (mimo tří výše zmíněných zápasů ještě prohra 0:1 z evropského šampionátu s Portugalskem)  zvítězila ČR 3:1, v nastaveném čase chytil ještě Petr Čech přísně nařízený pokutový kop. 16. října 2012 nastoupil Kadlec v Praze v kvalifikačním zápase s Bulharskem (0:0). 6. února 2013 v Manise nastoupil v přátelském utkání proti domácímu Turecku a ve druhém poločase odvrátil nejnebezpečnější šanci domácích, když odkopl míč směřující do prázdné brány. Česká republika zvítězila nakonec 2:0. 22. března odehrál na Andrově stadionu v Olomouci kvalifikační zápas s Dánskem, český výběr podlehl soupeři 0:3.
10. října 2014 prožil specifický zápas v kvalifikaci na EURO 2016, nastoupil poprvé na „domácím“ stadionu Fenerbahçe Şükrü Saracoğlu Stadyumu (kde působil tou dobou v klubu Fenerbahçe) jako soupeř proti turecké reprezentaci, a přispěl svým výkonem k výhře 2:1.
Účast Michala Kadlece na vrcholových turnajích:
- ME 2008 v Rakousku a Švýcarsku
- ME 2012 v Polsku a Ukrajině

#### EURO 2008
Na ME 2008 ve Švýcarsku a Rakousku byl český tým nalosován do základní skupiny A se Švýcarskem, Portugalskem a Tureckem. V prvním zápase (zahajovací utkání šampionátu) proti Švýcarsku Kadlec nehrál, utkání skončilo vítězstvím ČR 1:0. Nenastoupil ani ve druhém utkání s Portugalskem (prohra 1:3). Objevil se na závěrečných cca 10 minut ve třetím utkání s Tureckem, v němž se oba celky utkaly o přímý postup do čtvrtfinále. Byl svědkem kolapsu českého týmu, který nedokázal v závěru udržet náskok 2:0 (Kadlec však nastupoval za stavu 2:1 pro ČR) a prohrál výsledkem 2:3.

#### Kirin Cup 2011
Michal Kadlec nastoupil na turnaji Kirin Cup v Japonsku, kde byl stabilním členem obrany. 4. června 2011 v zápase proti Peru dokázal během celého utkání uhlídat útočníky jihoamerického soupeře. Střetnutí skončilo výsledkem 0:0.
V následujícím utkání proti domácímu Japonsku 7. června 2011 opět odehrál plný počet minut, i tento zápas skončil výsledkem 0:0  a protože bezbranková remíza se zrodila i v utkání Peru s Japonskem, došlo ke kuriózní situaci, kdy se všechny tři zúčastněné země staly vítězem turnaje.

#### EURO 2012
Na ME 2012 v Polsku a na Ukrajině se octl český tým v papírově snadné základní skupině A společně s Polskem, Ruskem a Řeckem, Kadlec odehrál plný počet minut ve všech 4 zápasech, které zde české mužstvo absolvovalo.
V prvním zápase (8. června 2012) byl na hřišti u prohry českého mužstva 1:4 s Ruskem. Ve druhém zápase (12. června 2012) proti Řecku český tým s Kadlecem v sestavě zvítězil 2:1 a uchoval si naději na postup do čtvrtfinále. V závěrečném zápase základní skupiny proti Polsku 16. června Kadlec uchránil postupové naděje české reprezentace, když v poslední minutě před prázdnou brankou vyhlavičkoval střelu Jakuba Błaszczykowského  a český tým udržel výhru 1:0, která mu zaručila postup do čtvrtfinále. Důležitost jeho zákroku o několik dnů později vyzdvihl prezident Václav Klaus, kterého prý šokovalo, že zákrok nerozebírala televize. Podle hráčů i televizního záznamu ale střela s největší pravděpodobností šla mimo branku.
Čtvrtfinálový zápas ve Varšavě (21. června 2012) proti Portugalsku český tým prohrál 0:1 a s turnajem se rozloučil, po dobrém týmovém výkonu v prvním poločase měl Kadlec se spoluhráči po přestávce spoustu práce s portugalskou ofenzivou.

#### EURO 2016
Trenér Pavel Vrba jej zařadil do závěrečné 23členné nominace na EURO 2016 ve Francii. Český tým v základní skupině D obsadil se ziskem jediného bodu poslední čtvrté místo, Kadlec na šampionátu neodehrál žádné utkání.

### Reprezentační zápasy a góly

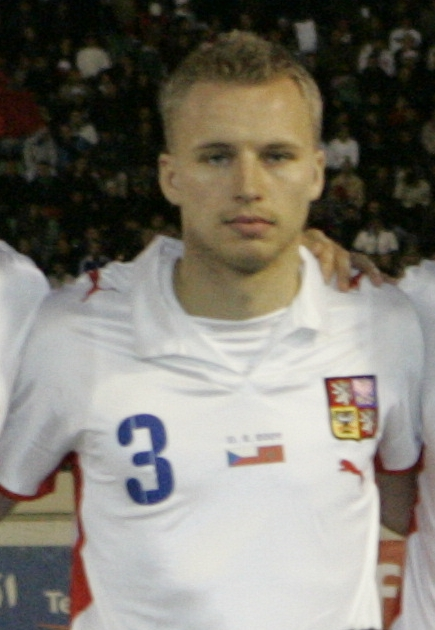
V reprezentačním dresu (2009)

| Rok    | Zápasy | Góly |
| ------ | ------ | ---- |
| 2004   | 8      | 1    |
| 2005   | 8      | 0    |
| 2006   | 7      | 0    |
| 2007   | 3      | 0    |
| Celkem | 26     | 1    |

| Rok    | Zápasy | Góly |
| ------ | ------ | ---- |
| 2007   | 2      | 0    |
| 2008   | 6      | 1    |
| 2009   | 6      | 0    |
| 2010   | 6      | 0    |
| 2011   | 12     | 6    |
| 2012   | 11     | 1    |
| 2013   | 8      | 0    |
| 2014   | 7      | 0    |
| 2015   | 4      | 0    |
| 2016   | 5      | 0    |
| Celkem | 67     | 8    |

Góly Michala Kadlece v české reprezentaci do 21 let 
| Gól | Datum       | Stadion                         | Soupeř   | Skóre (min.) | Výsledek | Soutěž                     | Gól         |
| --- | ----------- | ------------------------------- | -------- | ------------ | -------- | -------------------------- | ----------- |
| 010 | 8. 10. 2004 | Městský stadion, Mladá Boleslav | Rumunsko | 02:00 (45.)  | 4:1      | kvalifikace na ME U21 2006 | trestný kop |

Góly Michala Kadlece v A-mužstvu české reprezentace 
| Gól | Datum        | Stadion                            | Soupeř          | Skóre (min.) | Výsledek | Soutěž                   | Gól          |
| --- | ------------ | ---------------------------------- | --------------- | ------------ | -------- | ------------------------ | ------------ |
| 010 | 030. 5. 2008 | Letná, Praha                       | Skotsko         | 02:00 (84.)  | 3:1      | přátelské utkání         | padl ze hry  |
| 02  | 029. 3. 2011 | Střelecký ostrov, České Budějovice | Lichtenštejnsko | 02:00 (70.)  | 2:0      | kvalifikace na EURO 2012 | padl ze hry  |
| 03  | 03. 9. 2011  | Hampden Park, Glasgow, Skotsko     | Skotsko         | 02:20 (90.)  | 2:2      | kvalifikace na EURO 2012 | pokutový kop |
| 04  | 06. 9. 2011  | Generali Arena, Praha              | Ukrajina        | 01:0 0(4.)   | 4:0      | přátelské utkání         | pokutový kop |
| 05  | 06. 9. 2011  | Generali Arena, Praha              | Ukrajina        | 02:0 0(12.)  | 4:0      | přátelské utkání         | padl ze hry  |
| 06  | 11. 10. 2011 | Kaunas, Litva                      | Litva           | 00:1 0(2.)   | 1:4      | kvalifikace na EURO 2012 | pokutový kop |
| 07  | 11. 10. 2011 | Kaunas, Litva                      | Litva           | 01:4 0(85.)  | 1:4      | kvalifikace na EURO 2012 | pokutový kop |
| 08  | 01. 6. 2012  | Generali Arena, Praha              | Maďarsko        | 01:1 0(24.)  | 1:2      | přátelský zápas          | pokutový kop |

## Úspěchy

### Klubové

#### AC Sparta Praha
- 2× vítěz 1. české fotbalové ligy (2004/05, 2006/07)
- 2× vítěz českého poháru (2005/06, 2006/07)

#### Fenerbahçe SK
- 1× vítěz Süper Lig (2013/14)
- 1× vítěz TFF Süper Kupa (2014)

### Reprezentační
- 3× účast na ME (2008 – základní skupina, 2012 – čtvrtfinále, 2016 – základní skupina)

## Mimo zelené hřiště
Michal Kadlec má v oblibě sérii počítačových her FIFA od Electronic Arts. Společně s argentinským fotbalistou Lionelem Messim je na obalu české verze FIFA 14.